# Ian Stuart Donaldson
Ian Stuart Donaldson (bekannt unter dem Namen Ian Stuart; * 11. August 1957 in Poulton-le-Fylde, Lancashire; † 24. September 1993 in Heanor, Derbyshire) war ein britischer Sänger und Kopf der Rechtsrock-Band Skrewdriver sowie Gründer von Blood and Honour, einem Netzwerk zum Vertrieb und zur organisatorischen Verknüpfung von Neonazi-Bands.

## Kindheit und Jugend
Ian Stuart Donaldson wurde in Poulton-le-Fylde im Norden Englands geboren. Er wuchs im nahen Blackpool bei seinem Großvater auf und besuchte die dortige Grammar School. Mit Schulfreunden gründete er die Gruppe Tumbling Dice, benannt nach einem Rolling-Stones-Titel. 1976 sah er zusammen mit weiteren Bandmitgliedern die Punk-Rock-Band Sex Pistols bei einem Konzert in Manchester und benannte danach die Gruppe in Skrewdriver um. Auf dem Cover ihrer ersten Single sind sie noch als Punks zu sehen, auf ihrem ersten Album All Skrewed Up von 1977 bereits als Skinheads. All Skrewed Up beinhaltete jedoch noch keine rechtsextremistischen Texte.

## Karriere

### Anfänge von Skrewdriver
Nachdem die Plattenfirma Chiswick Skrewdriver fallen ließ, zog Donaldson nach Manchester und schlug sich dort mit Gelegenheitsjobs durch. Für das lokale Label TJM nahmen Skrewdriver dort 1978 die Mini-LP Built Up, Knocked Down auf. Das Titellied war eine Abrechnung mit Chiswick und der Plattenindustrie. Bei dieser Aufnahme war Donaldson das einzige Originalmitglied von Skrewdriver, die anderen Bandkollegen waren nach Blackpool zurückgekehrt und hatten sich einem bürgerlichen Leben zugewandt. Donaldson kehrte später ebenfalls dorthin zurück und arbeitete zeitweise in einer Autowaschanlage. Er begann sich für nationale und rechtspolitische Themen zu interessieren und engagierte sich zunehmend für die National Front, deren Jugendabteilung er für Blackpool und Fylde leitete. In einem Leserbrief an den Melody Maker distanzierte sich Donaldson 1979 von der National Front und behauptete, nie für diese tätig gewesen zu sein, auch habe er keine Ambitionen, Skrewdriver wiederzubeleben. Tatsächlich hoffte er aber auf eine Karriere im Musikbusiness, die er mit der National Front im Rücken nie hätte haben können.

### Beginn der White-Power-Szene und Neugründung Skrewdrivers
Etwa 1979 initiierte Donaldson die Kampagne Rock Against Communism (RAC) und ging nach London, um sich dort neue Bandkollegen zu suchen und Skrewdriver neu zu gründen. Über den bekannten Skinhead-Szeneladen The Last Resort fand er Geoff Williams, Mark French und Mark Neeson. Im Umfeld dieses Ladens nahm er die Mini-LP Back with a Bang auf, die als erste einen eindeutig nationalistischen Inhalt hatte. Ian Stuart Donaldson freundete sich in dieser Zeit mit Joe Pearce, dem Organisator der Young National Front an. Rock Against Communism erhielt eine Spalte im Young-National-Front-Magazin Bulldog. Aus diesem Umfeld stammte auch die Plattenfirma White Noise Records, die sich um den Vertrieb des Rechtsrock kümmerte. Laut Jello Biafra war Donaldson dadurch gefährlich, dass er charismatisch, organisiert und ein „echter Gläubiger“ war. Es folgten mehrere Singles und Mini-LPs in selbigen Stil und Inhalt, darunter 1983 auch die programmatische Single White Power (angelehnt an den Schlüsselbegriff White Power), auf der Joe Pearce als Backgroundsänger zu hören war, oder das Stück Voice of Britain, das zu einem seiner bekanntesten Lieder werden sollte.

### Skrewdriver 1984–1987
1984 löste sich Donaldson vom Musikstil des Oi!/Streetpunk und wendete sich stilistisch eher dem Hard Rock zu. Mit einer bis auf Donaldson wieder vollkommen neuen Besetzung nahmen Skrewdriver die LP Hail the New Dawn auf. Es folgten mehrere Platten im Rock-Stil mit nationalistischen Inhalten, die zum Teil im Privatstudio des Bandkollegen Mark Sutherland aufgenommen wurden, was dazu führte, dass diese Aufnahmen teilweise schlechter gemischt waren als die Aufnahmen der Jahre 1977 bis 1983. Als die National Front aber aus Sicht der Neonazis immer weicher wurde und arabische Gruppierungen wie die Nation of Islam oder politische Führer wie Muammar al-Gaddafi unterstützte (die National Front verkaufte Gaddafis Grünes Buch in Großbritannien), ging Donaldson auf Distanz. Außerdem fühlte er sich von der Plattenfirma finanziell benachteiligt. 1987 gründete Ian Stuart Donaldson daher zusammen mit dem berüchtigten Schläger Nicky Crane und einigen Gleichgesinnten das schnell wachsende internationale Netzwerk Blood and Honour, dem Bands wie Brutal Attack, No Remorse und Squadron angehörten. In den Jahren danach kam es immer wieder zu Anfeindungen zwischen der National Front und Blood and Honour.
1986 musste sich Donaldson zusammen mit Pearce wegen des Angriffs auf einen Nigerianer in London vor Gericht verantworten und eine mehrmonatige Haftstrafe absitzen.

### Ian Stuart und Stigger
Um 1987 traf Stuart auf einen jungen Musiker namens Steve „Stigger“ Calladine. Stigger wurde neben Stuart das zweite feste Bandmitglied von Skrewdriver in häufig wechselnden Besetzungen. Zusammen mit ihm nahm Stuart in den folgenden Jahren mehrere reguläre Skrewdriver-Platten sowie die Reihe Ian Stuart & Stigger – Patriotic Ballads auf. Die Band gab auch einige Live-Konzerte vor Publikum dieser Szene, unter anderem auch in Deutschland. In zahlreichen Liedern versuchte Donaldson, sich als ernsthafter Singer-Songwriter zu geben, wobei Biafra einen starken Bruce-Springsteen-Einfluss für möglich hält.
Anfang der 90er Jahre nahm Donaldson Soloalben sowie einige Konzeptalben auf, darunter auch drei Alben des Klansmen-Projekts, welches möglicherweise zum Teil in Kooperation mit einem damaligen Mitglied der Psychobilly-Band Demented Are Go entstand. Mit diesem Material, das stilistisch nicht zu Skrewdriver passte, versuchte er, Angehörige anderer Subkulturen wie der Rockabilly- und der Biker-Kultur für die Blood-and-Honour-Bewegung zu gewinnen.

### Skrewdriver (1991–1993)
1991 gab Stuart mit Skrewdriver mehrere Konzerte in Deutschland, in deren Umfeld es zu Gewalttätigkeiten kam. Die Bandmitglieder wurden als Mitangeklagte zu einem Prozess nach Cottbus vorgeladen, entsandten jedoch nur einen Vertreter, wodurch der Prozess platzte. Für die sechs Angeklagten nahm Donaldson zurück in England das Projektalbum Ian Stuart & Rough Justice – Justice for the Cottbus Six auf.
Ian Stuart Donaldson selbst soll zu dieser Zeit ebenfalls einige Monate im Gefängnis in Berlin-Moabit verbracht haben, nachdem seine Band und ihre Fans Asylbewerber sowie ein Jugendzentrum angegriffen hatten. Am 10. Juli 1993 spielten Stuart und Skrewdriver vor Triebtäter auf einem „musikalischen Grillfest“ der Kreuzritter für Deutschland ihr letztes Konzert in Waiblingen, Deutschland vor etwa 400 Zuhörern.

## Tod
Am 24. September 1993 platzte auf einer Schnellstraße in Heanor, nahe Derby, der Reifen eines mit fünf Personen, darunter auch Donaldson, besetzten Autos. Das Auto überschlug sich, Donaldson und ein weiterer Mann kamen ums Leben. Stuarts Bandkollege Stigger sagte später, man hätte auf die Reifen des Autos geschossen. Die Polizei sprach von einem Unfall und schloss die Akte. In der Szene hält sich das Gerücht von einer Verschwörung.

## Einfluss
Ian Stuart Donaldson hat über 30 Platten unterschiedlicher Stilrichtungen aufgenommen und zählt zu den Mitbegründern des Rechtsrock. Über diesen hinaus hatte er, als Gründer des Blood & Honour-Netzwerkes, einen großen Einfluss auf die Radikalisierung der internationalen rechtsextremen Szene. Mit seinem Tod verlor die rechtsextreme Szene im Vereinigten Königreich ihr Aushängeschild. Seit seinem Tod finden sich zahlreiche Widmungen an ihn sowie Bezüge zu ihm auf Alben von anderen Vertretern des Rechtsrock-Genres.So schrieb zum Beispiel die Band Landser eine Hommage zu ihm mit "Ian Stuart, du warst einer der besten".Auch die Punk-Szene „widmete“ Stuart einige satirische Lieder, wie Die Ruhrpottkanaken (Am Tag als Ian Stuart starb) und die Band Jewdriver, die Skrewdriver-Lieder mit pro-jüdischen Texten „covert“, oder Stage Bottles in dem Stück Dead But Not Forgiven.

## Diskographie

### Skrewdriver
- siehe Skrewdriver#Diskografie

### Soloalben
- No Turning Back (1989, Rock-O-Rama)
- Slay the Beast (1990, Rock-O-Rama)
- Patriot (1991, Rock-O-Rama)

### The Klansmen
- Rebel with a Cause (1989, Klan Records)
- Rock ‘n’ Roll Patriots (1989, Rock-O-Rama)
- Fetch the Rope (1991, Klan Records)

### White Diamond
- The Reaper (1991, Rock-O-Rama)
- The Power & The Glory (1992, Glory Discs)

### Ian Stuart & Stigger
- Patriotic Ballads (1991, Rock-O-Rama)
- Patriotic Ballads II - Our Time Will Come (1992, Rock-O-Rama)

### Ian Stuart & Rough Justice
- Justice for the Cottbus Six (1992, Rock-O-Rama)